# Вітошинський Модест Петрович
Моде́ст Петро́вич Вітоши́нський (1 січня 1856, Нижня Вовча — 12 серпня 1901, Київ) — український співак (баритон); брат Антона Вітошинського; соліст Львівського чоловічого хору Анатоля Вахнянина, хору товариств «Лютня», «Боян».

## Життєпис
Вокалу навчався у консерваторії Галицького музичного товариства (нині Львівська національна музична академія імені Миколи Лисенка), учителем був оперний співак Валерій Висоцький.
З 1870 року виконував сольні партії в чоловічому хорі під керуванням Анатоля Вахнянина, через кілька років — у хорах товариств «Лютня» (1884—1890) та «Боян» (1891—1892). Протягом 1893—1900 років виступав у хорі в Києві.
На театральних сценах Львова та Києва виконував, зокрема, сольні партії з таких творів, як «Запорожець за Дунаєм», «Купало» Анатоля Вахнянина, «Наталка Полтавка». Виконував романси Нестора Нижанківського, Дениса Січинського, Петра Чайковського.
Виступав на сцені разом з Пантелеймоном Борковським, Миколою-Стефаном Левицьким, Соломією Крушельницькою.